# Krupa na Uni
Krupa na Uni (ciríl·lic: Крупа на Уни) és un municipi en la part nord-occidental de Bòsnia i Hercegovina. Forma part de la República Srpska i es troba a la part central de la històrica regió de Bosanska Krajina. El municipi va ser creat a partir d'una part del municipi pre-guerra Bosanska Krupa (l'altra part és ara administrativament de la Federació de Bosnia i Hercegovina).

## Geografia
Està localitzat entre el municipi de Bosanska Krupa (FBiH) al sud i oest, el municipi de Novi Grad al nord i el municipi de Oštra Luka a l'est.

## Demografia
Segons els resultats preliminars del cens de 2013, Krupa na Uni té una població total de 1.687.

## Persones notables
- Pecija, revolucionari
- Branko Ćopić, escriptor serbi i iugoslau
- Gojko Kličković, President anterior del Govern de Republika Srpska
- Velimir Stojnić, Heroi Nacional de Iugoslàvia